# ヴェルフ1世 (バイエルン公)

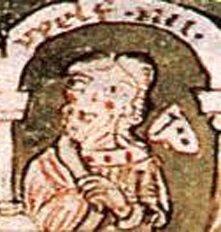
ヴェルフ1世

ヴェルフ1世（Welf I., 1035年/1040年 - 1101年11月6/9日）は、バイエルン公（在位：1070年 - 1077年、1096年 - 1101年）。ヴェルフ＝エステ家の祖。ヴェルフ家ではヴェルフ4世と呼ばれる。父はエステ家の祖でエステ辺境伯アルベルト・アッツォ2世・デステ、母はヴェルフ2世の娘クニグンデ（クニツァ）。異母弟はエステ辺境伯フォルコ1世。

## 生涯
1055年、母方の叔父のヴェルフ3世が亡くなり古ヴェルフ家が断絶すると、その後継者として祖母のイミツァに招聘されてヴェルフ家の新たな当主となった。1062年にバイエルン公オットー・フォン・ノルトハイムの娘エテリンデと結婚したが、1070年に義父が神聖ローマ皇帝ハインリヒ4世に謀反の罪で追放されるとエテリンデと離婚、ハインリヒ4世からバイエルン公に任命された。
しかし、ハインリヒ4世とローマ教皇グレゴリウス7世が叙任権闘争で争うとグレゴリウス7世に就き、1077年3月にシュヴァーベン公ルドルフを対立王に擁立した。結果、ハインリヒ4世にバイエルン公の地位を追われ、バイエルンはハインリヒ4世が直接統治することになった。1089年に長男のヴェルフをトスカーナ女伯マティルデ・ディ・カノッサと結婚させて教皇派との連携を保った。しかしヴェルフ2世は1095年にマティルデと離婚、翌1096年にヴェルフ1世はハインリヒ4世と和解し、バイエルン公位を取り戻した。
1097年に父が高齢で没した後に、異母弟のフォルコ1世と遺産を巡って争った。1101年の十字軍に参戦、帰途でキプロス島で没した。遺体はヴァインガルテン修道院に埋葬された。

## 子女
1062年、バイエルン公オットー・フォン・ノルトハイムの娘エテリンデと結婚したが、1070年に離婚した。子供はいない。
1071年、フランドル伯ボードゥアン4世の娘ユーディト（トスティ・ゴドウィンソンの未亡人）と再婚、3人の子を儲けた。
1. ヴェルフ2世（1072年/1073年 - 1120年）
2. ハインリヒ9世（1074年/1075年 - 1126年）
3. クニグンデ（? - 1120年）